# Jönköpings slott och fästningsverk

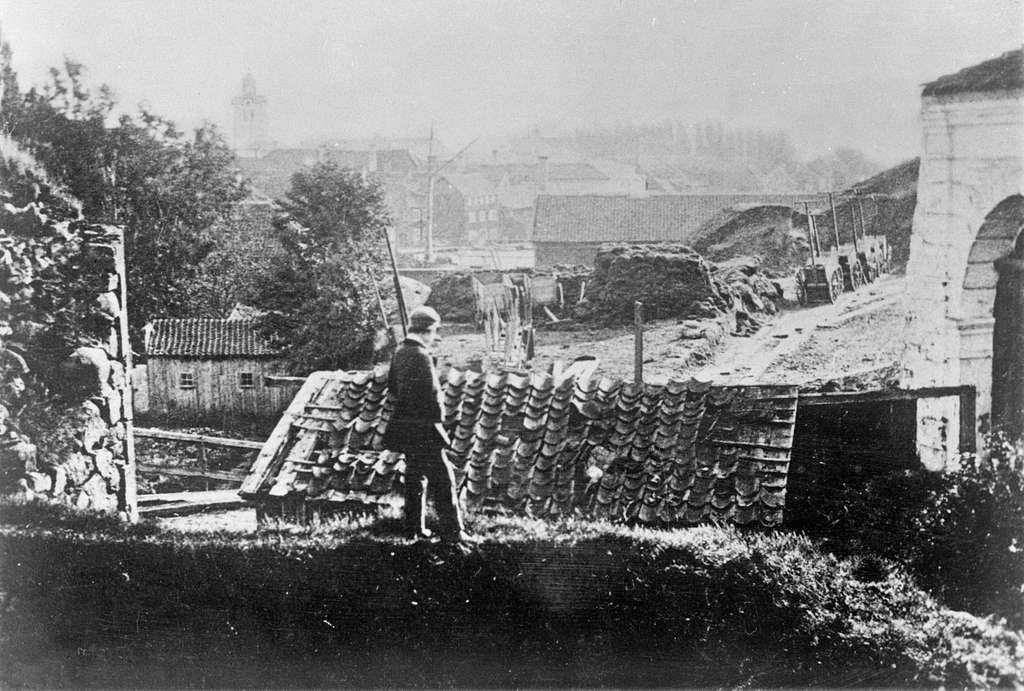
Utsikt från slottets förgård österut, 1850-talet

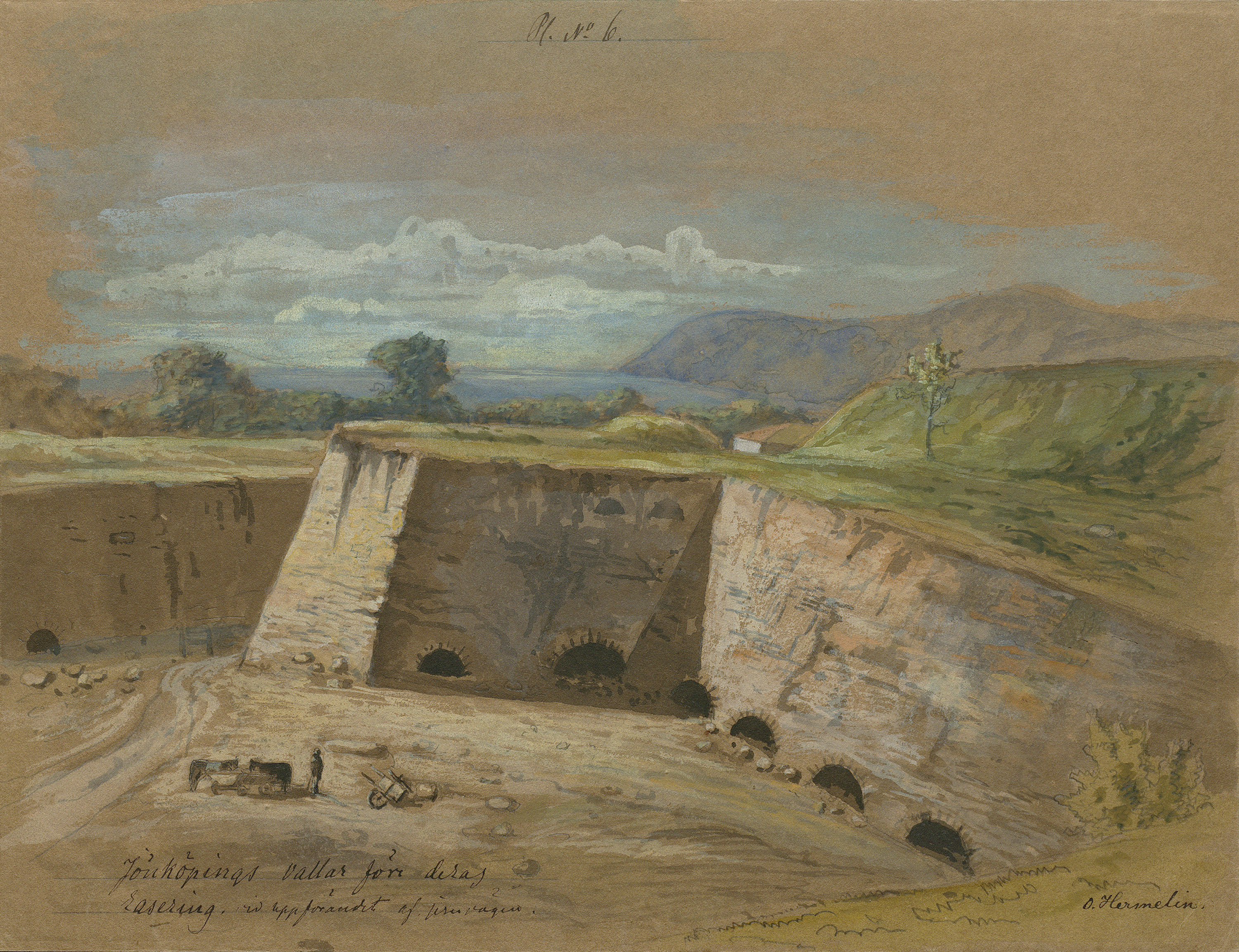
Målning av Olof Hermelin, omkring 1870

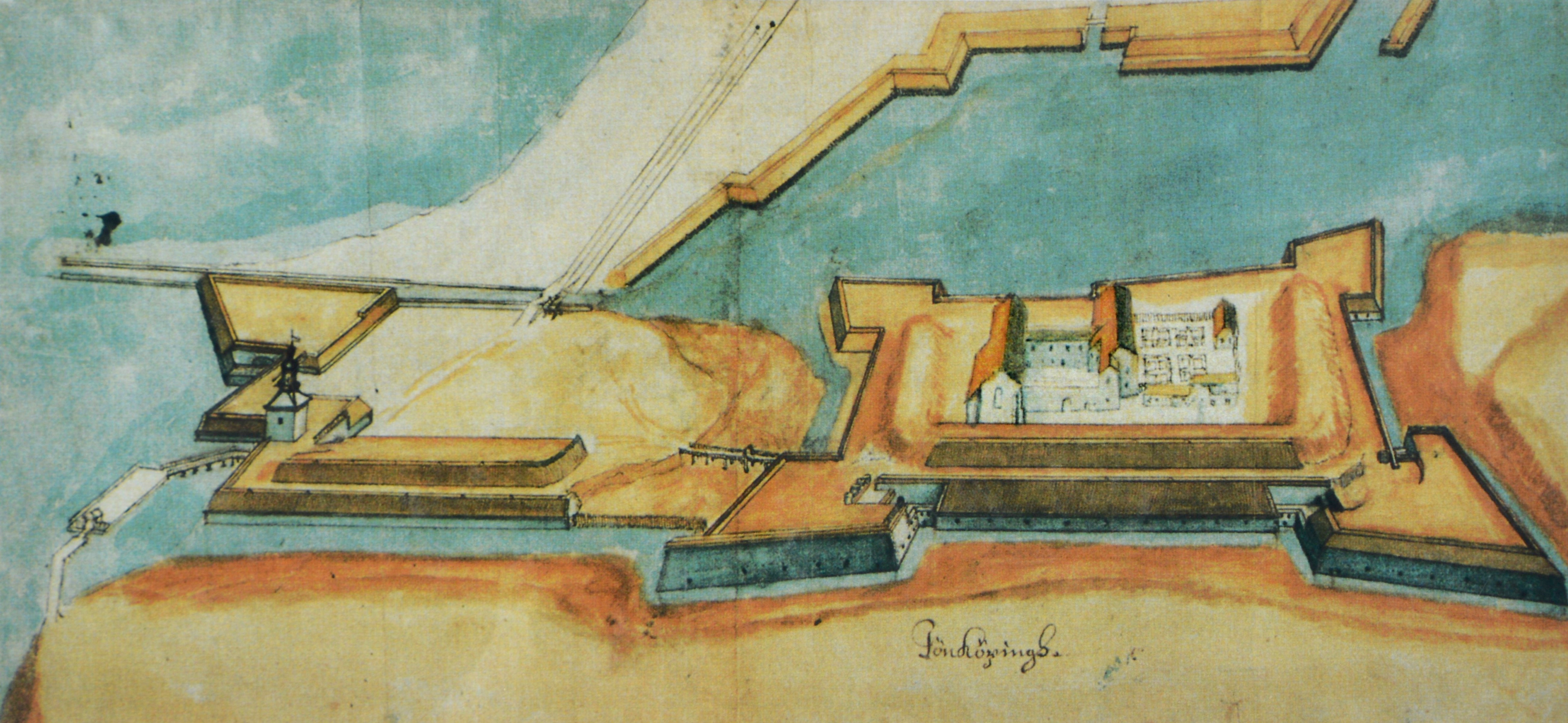
Perspektivritning av Hans Fleming, 1617

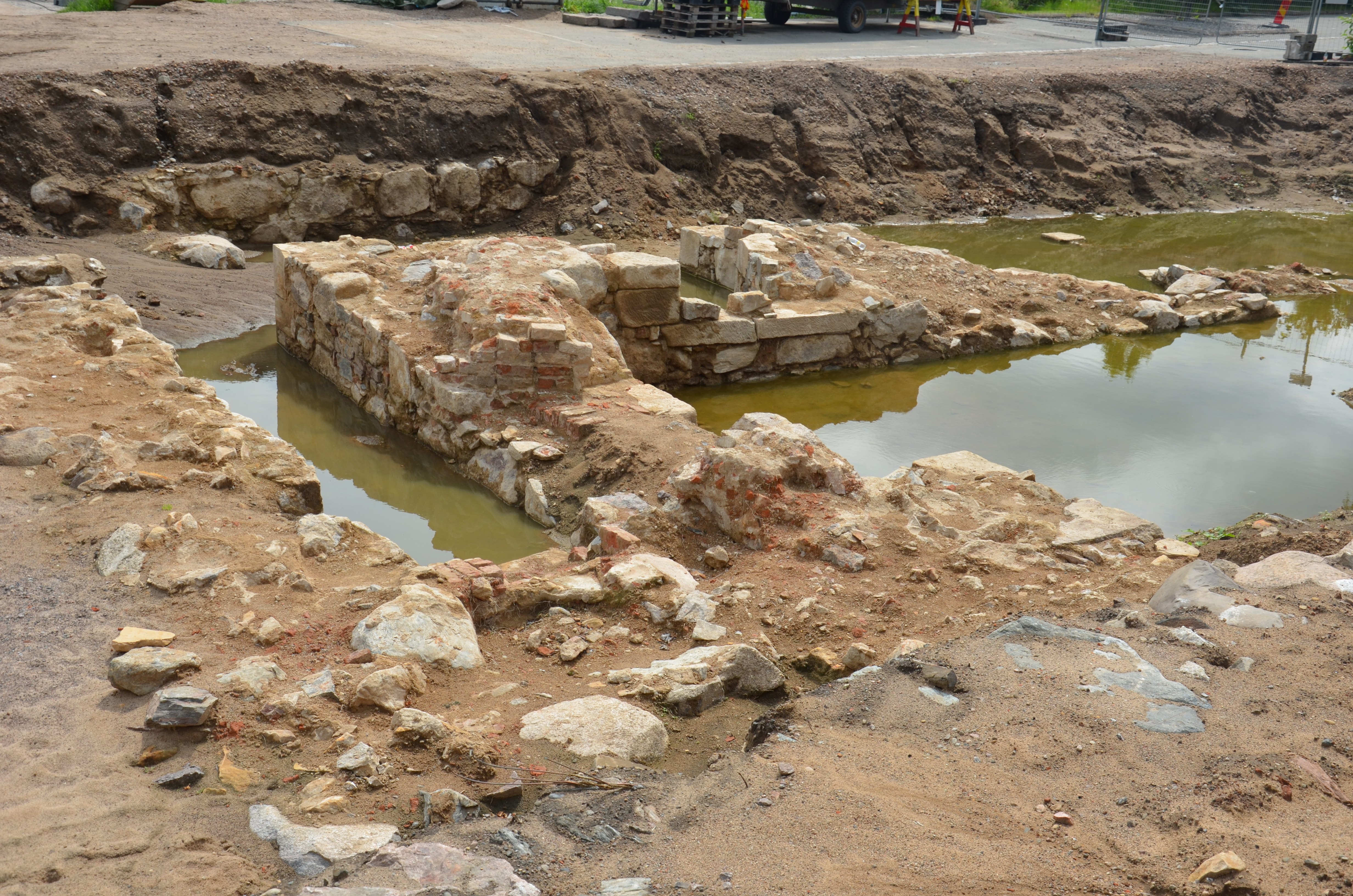
Utgrävningar av bastionen Carolus, delvis uppförd av trånghallasandsten, 2012

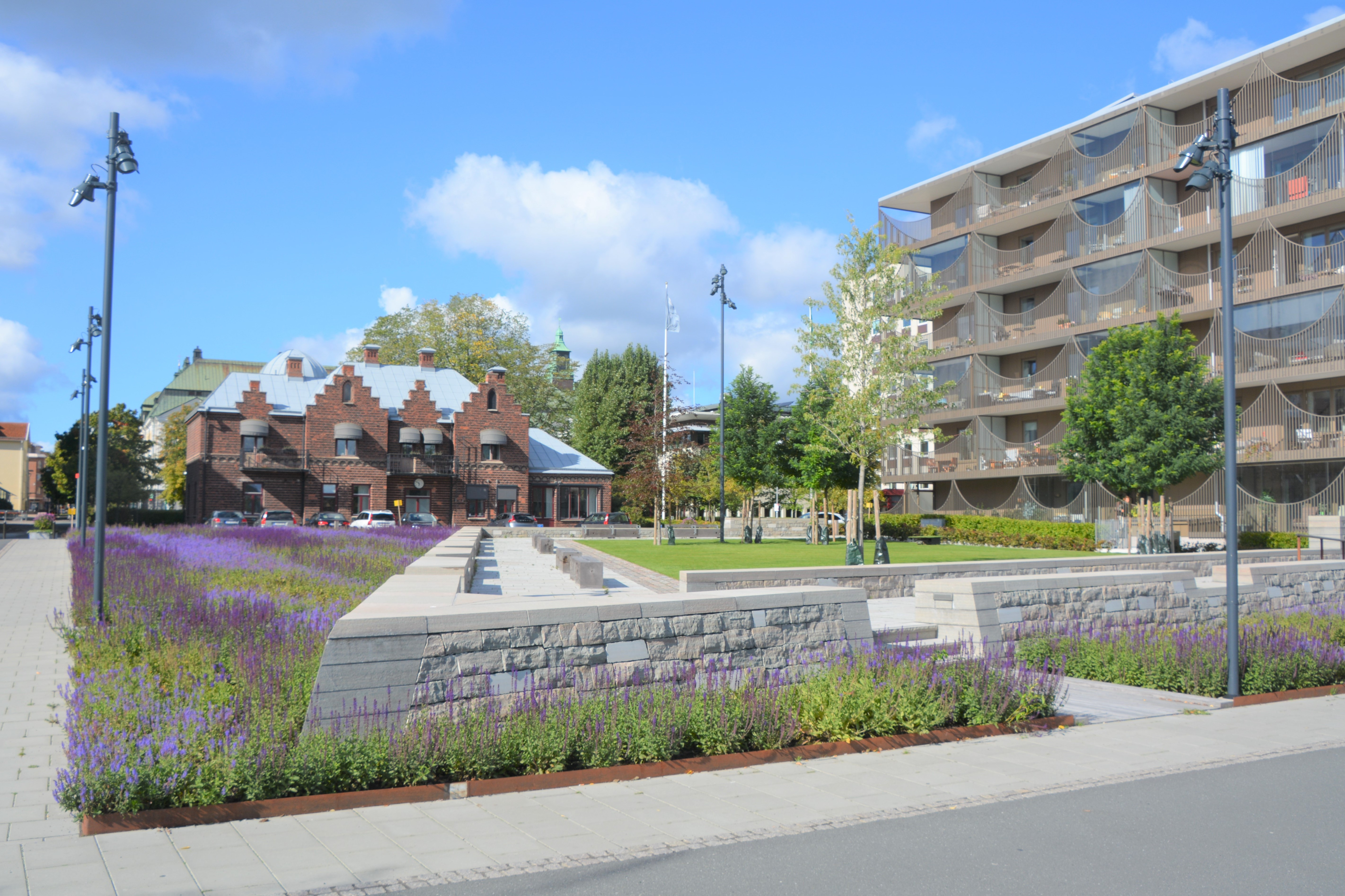
Bastionsparken på Bastion Carolus, 2018

Jönköpings slott och fästningsverk var ett slott och en fästning i Jönköping. 
Idag står bland annat Länsstyrelsens byggnad samt Gamla polishuset, Per Brahegymnasiet och Residenset i Jönköping på fästningens tidigare plats.

## Historik
Ett första Jönköpings hus omtalas redan vid mitten av 1200-talet. Det låg i det nordöstra hörnet av nuvarande Rådhusparken vid strömmen mellan Munksjön och Vättern, på den västra sidan av den nuvarande Hamnkanalen. Stadens franciskanerkloster instiftades år 1283, förmodligen på initiativ av Magnus Ladulås. Det blev med tiden en fyrlängad byggnad i sten och tegel, med kyrka i den norra längan. Det fungerade även som en politisk mötesplats och det var här som Magnus Eriksson och hans son Erik Magnusson slöt fred med hjälp av Albrekt av Mecklenburg. År 1439 höll svenska och danska representanter där det möte som avsatte Erik av Pommern.
Anläggningen avvecklades som kloster efter reformationen. Byggnaderna togs över av kronan och omvandlades på Gustav Vasas initiativ från 1544 genom begränsade förändringar till en slottsanläggning. Omfattande befästningarbeten genomfördes och 1556 försågs slottet med artilleri placerat dels på vallarna, dels i runda hörntorn, det så kallade Lilla Arkliet. Slottets tillkomst får ses som ett direkt resultat av Dackeupproret 1542-43. Centralmakten hade behov av en fästning i Jönköping, dels som en spärr vid det strategiska vägskälet där Eriksgatan mötte Nissastigen och Lagastigen, dels till kontroll av befolkningen i norra Småland.
Under Nordiska sjuårskriget brändes både slott och stad hösten 1567 inför ett hotande danskt anfall. Under lång tid låg slottet i ruiner, men mot slutet av seklet påbörjades en ambitiös om- och utbyggnadsperiod som med vissa avbrott kom att pågå under hela första hälften av 1600-talet. Bastionssystemet påbörjades i början av 1600-talet med de båda södra bastionerna Gustavus och Carolus som sannolikt stod klara redan innan stadens brand 1612. Även den nordvästra spetsbastionen, Adolphus, var sannolikt i det närmaste färdigställd vid detta tillfälle, medan Christina i nordöst prioriterats lägre och byggts klar först några år senare. De mot Munksjön vända Christina och Carolus gjordes mindre än de båda landvända, vars kasematter och gallerier byggdes ut i två våningar och kom att nå en höjd om omkring 13 m över den omgivande vallgravens botten. Mot norr, fram till Vätterns strand, uppfördes samtidigt en rymlig och väl befäst förborg. Arbetet följde i huvudsak en enhetlig plan som upprättats av den kunglige slottsbyggmästaren Hans Fleming. 
På 1640-talet kompletterades fästningen med ett omfattande system av utanverk. Två breda torrgravar med en mellanliggande yttre vall skapades. Mot söder och väster förstärktes försvaret genom uppförandet av stora tresidiga jordskansar, så kallade raveliner,
I sitt fullt utbyggda skick var Jönköpings slott en av landets största fästningar och upptog då en yta på omkring 10 hektar. Dess strategiska betydelse minskade dock efter Roskildefreden 1658, då Jönköping inte längre var en gränsstad, även om fästningens betydelse som administrativt centrum med länsstyrelse och landshövding, samt i mobiliseringshänseende, kvarstod. Fortifikationsingenjören: Sven Rasmusson Wassander (1640- troligen född i Skara och död 1696 i Narva) fick i uppdrag av regeringen att 1677 förfärdiga slottets karaktärer och profiler. Wassander var från år 1658-1680-talet fortifikations underställ Erik Dahlbergs.  Den sistnämnda funktionens betydelse underströks genom uppförandet av de två stora tyghusen i förborgsområdet på 1680-talet. Däremot avrustades det egentliga fästningsartilleriet vid slutet av samma sekel.
År 1737 drabbades slottet av en förödande brand och byggdes inte upp igen. Ambitiösa planer på uppförande av ett nytt landshövdingeresidens efter Carl Hårlemans ritningar 1752 kom aldrig till utförande. Det forna slottsområdet kom istället att rymma ett fängelse och olika magasinsbyggnader, medan de militära aktiviteterna koncentrerades till förborgsområdet. Fästningens kvarstående vallar och bastioner lämnades däremot att förfalla till den ruin som avbildas av Jonas Carl Linnerhielm mot slutet av 1700-talet.
Kronan lämnade slutgiltigt Jönköpings slott år 1842 och flyttade sina centralförråd till det nyligen uppförda Karlsborg. År 1850 överlämnade staten all mark utanför Jönköpings fästning till staden. År 1862 beslutade Riksdagen att även resten av marken skulle överlåtas. De sista resterna av vallsystem och utanverk raserades 1871. I dag finns inga synliga rester överhuvudtaget ovan jord av Jönköpings slott.
Sedan slottsruinerna avlägsnats kunde stranden vid Munksjö utnyttjas för att anlägga Jönköpings hamn för sjöfarten som lastageplats och ångbåtskaj. Hit förlades också järnvägsspår för Vaggerydsbanan och Jönköpings hamnstation. I mitten av 1970-talet togs området i anspråk för trafikleden Munksjöleden. Lämningar från dessa sentida aktiviteter överlagrar slottsruinerna inom merparten av det östra och sydöstra slottsområdet. På platsen för slottets huvudbyggnader reser sig idag Länsstyrelsen, medan Per Brahegymnasiet inramar den forna bastion Gustavus. I norr ligger grunderna för Stora och Lilla tyghusen i den tidigare Förborgen kvar i Rådhusparken.

## Arkeologiska undersökningar
Jönköpings slott har varit föremål för ett antal arkeologiska undersökningar sedan början av 1970-talet. Insatserna har emellertid kommit att beröra själva befästningsverken, inte slottsbyggnaderna i sig. På förborgsområdet undersöktes delar av Västerport år 2002, vars murar idag är markerade i stenläggningen invid Hamnparken. Fem år senare frilades ett stycke av fästningens östra kurtinmur på blivande Magnus Ladulås plats. Efter att en opinion bildats, beslöt Jönköpings kommun att detta murparti skulle bevaras och synliggöras i den blivande parken.
År 2010 undersökte arkeologer från Jönköpings läns museum slottsområdet med georadar och kunnat lokalisera de kvarliggande murarna från bastion Gustavus i sydväst och Carolus i sydost. Dessutom har ett av de runda kanontorn som uppfördes på Gustav Vasas befallning i mitten av 1550-talet kunnat lokaliseras under nuvarande parkeringen till Per Brahegymnasiet.
Inför uppförandet av två större bostadshus på Västra kajen genomfördes de första större utgrävningarna inom fästningsområdet 2011–2012. Vid detta tillfälle har kvarstående murar, delvis av trånghallasandsten, från den sydöstra bastionens norra och västra flank frilagts, liksom ett 75 meter långt parti av sjömuren. Framförallt den norra flankens kasematter och kanonembrassyrer har visat sig vara oväntat välbevarade. Flera olika byggnadsetapper har kunnat beläggas, speciellt då en radikal förändring där fästningens sjösida inte kom att förses med kasematterade skyttegallerier som ursprungligen planerats. Istället uppfördes en massiv fullmur längs stranden. Detta har tolkats som en direkt följd av Sveriges svåra ekonomiska situation efter Kalmarkriget. 
Längs Munksjöns strand har lämningar efter slottets brygga, pumphustorn samt en mindre reparationsverkstad, avsedd för garnisonens vapen, undersökts. Från tidigare perioder har kajer och strandskoningar från klostertiden påträffats. Av speciellt intresse är resultaten av de makrobotaniska analyserna, vilka påvisat förekomsten av en lång rad nyttoväxter i lager som anses sammanhöra med franciskanerklostrets trädgård.

## Verksamhet
Fästningens herre var 1600–1609 samt 1612 Olof Hård av Segerstad. Han var även ståthållare och länsherre, och bodde i slottet tillsammans med fru och sex barn. Karl IX hade eget rum som han brukade då han var på besök. 
Slottet hade många egentillverkade varor som kompletterade mat- och materialförråden. Grönsaker och kryddor odlades. Duvor och kalkoner föddes upp. Det fanns smedja, snickarverkstad och vävstuga. Dock införskaffades de flesta varor ifrån bönder och hantverkare i staden.